# San Millán-Donemiliaga
Pour les articles homonymes, voir San Millán et Millan.
San Millán en espagnol ou Donemiliaga en basque est une commune d'Alava, dans la communauté autonome du Pays basque en Espagne.

## Hameaux
La commune comprend les hameaux suivants :
- Adana, concejo ;
- Aspuru (Axpuru en basque), concejo ;
- Barria, hameau non répertorié[2] ;
- Bikuña, concejo ;
- Durruma (San Román de San Millan en espagnol), concejo ;
- Eguilaz (Egilatz en basque), concejo ;
- Galarreta, concejo ;
- Luzuriaga, concejo ;
- Mezkia, concejo ;
- Munain, concejo ;
- Narbaiza, concejo ;
- Okariz, concejo ;
- Ordoñana (Erdoñana en basque), concejo, chef-lieu de la commune ;
- Txintxetru, concejo ;
- Ullibarri-Jauregi (Uribarri-Jauregi en basque), concejo ;